# Novus Magnificat
Novus Magnificat: Through the Stargate (1986) este un album  New Age al compozitoarei Constance Demby, cu textură sonoră adițională de compozitorul Michael Stearns. Albumul s-a vândut cu peste  200,000 de copii în întreaga lume astfel Demby ajungând una din cele mai de succes artiste de New Age. Albumul ei a fost votat în 2002 ca unul din "Cele Mai Influente 25 Albume Ambient Ale Tuturor Timpurilor", iar Piero Scaruffi l-a descries în 2003 drept "posibl capodopera fundamentală a muzicii new-age."

## Istorie

### Crearea
Titlul Novus Magnificat este Latină pentru "Nou Magnificat". Inspirată din muzica clasică Vestică și muzica sacră, Novus Magnificat a fost auto definit ca "Un Magnific și Exaltat pentru orchestră digitală, voci corale, și imagini special electronice" și "Dedicat Creatorului..."
Muzica a fost interpretată un Emulator II, unul din primele sintetizatoare de sampling digitale disponibile: acesta furnizând și combinând sunete reale ale instrumentelor simfonice și ale corurilor într-o singură clapă, prinsă de un Roland Juno 60 "pentru efecte de apregiu și intensificarea sunetelor".
Fără vreo înregistrare sau notare anticipată, albumul a fost compus și înregistrat direct în 1985 de Demby la clapă. Muzica a fost ulterior combinată cu textura electronică a compozitorului Michael Stearns și rafinată de co-producătorul compozițiilor și co-fondator al casei de discuri Anna Turner. Rezultatul a fost denumit, "Muzica invocată de viitor, înrădăcinată în tradițiile Vestice sacre."

### Release-uri
Novus Magnificat a fost lansat mai întâi de casa de discuri Hearts of Space Records, a crainicului Stephen Hill, pe casetă în 1986, apoi pe CD în toamna lui 1987 (împreună cu un LP vinil în Japonia, licețiat de Alfa Records).  Fost primul din cele patry albume ale lui Demby lansate sau relansate de această casă de discuri între 1986 și 1995. Albumul a fost de asemenea transmis complet la emisiunea radio a lui Hill,  Hearts of Space, în emisiunea 105 pe 13 iunie 1986.
În 1987, ultima parte a "Novus Magnificat, Part One" (intitulată "My Heart Doth Soar") și prima oarte a "Novus Magnificat, Part Two" (intitulată "The Flying Bach") au fost selectate de Demby pentru compilația sa “best-of” 1978–1986, auto-lansată Light of This World(versiuni: casetă și CD: vinilul a putut să prezinte doar "The Flying Bach").
În 2001, marca și catalogul casei de discuri "Hearts of Space" au fost vândute companiei Valley Entertainment, care distribuia la moment albumul. În 2008, versiunea  CD a fost completată cu Novus Magnificat (Alternate Version), iar în 2008, pe 6 Iunie a fost lansată o versiune digitală a albumului  downloadabilă (fișiere MP3, de 256 kbit/s) cu aceeași muzică secționată înntr-o nouă listă ref name=digital>"Novus Magnificat (Alternate Version)" (with date and tracklist) at Amazon</ref> de unsprezece piese.

### Genul
Urmărind albumele anterioare ale lui Demby Sacred Space Music (1984), Novus Magnificat a fost etichetat ca "Sacred Space II" (mai târziu "Sacred Space Series, vol. II"). Considerat parte a muzicii New Age, albumul e descris, în notele sale de album, ca "SpacemusicClasic Contemporană  "  sau "space music simfonică" de Allmusic. Subtitlul său "Through the Stargate" e completat cu o copertă cu temă-spațială ce amintește de 2001: A Space Odyssey (a cărei nouă versiune conține o  "Star Gate").
De asemenea albumul e adesea menționat printe albumele ambient, Demby însă  susține într-un scurt comentariu pe pagina sa "Deși suntem onorați, Novus Magnificat nu e chiar 'ambient' ".

### Recepția
USA Today scrie, "Nu există o altă lucrare în genul electronic înrădăcinată în armoniile lui  Bach și în romantic care e atât de sinceră", fiind notată pentru "crescendo-urile sale de orgă ca ale lui Bach, pasajele sale de vioară ca ale lui Vivaldi " în revista Pulse!.
Deși nu a fost nominalizat la categoria recent creată "New Age" a premiilor Grammy Award) albumul s-a vândut cu peste  200,000 de copii în întreaga lume, astfel Demby ajungând una din cele mai de success artiste de New Age, și a ajutat la construirea  reputației casei de discuri Hearts of Space Records.
În 2002, co-producătorul emisiunii radio Echoes, Jeff Towne "a ales un  panou de experți", din 16 judecători ce au votat albumul pe #24 din "Cele Mai Influente 25 de Albume Ambient Ale Tuturor Timpurilor" pentru revista New Age Voice. În A History of Rock Music: 1951-2000 (2003), istoricul și criticul de muzică Piero Scaruffi îl descrie ca "posibil capodopera fundamentală a muzicii new-age."

## Lista pieselor
Toate piesele sunt compuse de Constance Demby.

### 1986 ed. casetă
1. "Novus Magnificat, Side One" – 26:18[6]
2. "Novus Magnificat, Side Two" – 28:22[6]

### 1987 ed. vinil
1. "Novus Magnificat, Part One" – 26:15[9]
2. "Novus Magnificat, Part Two" – 28:05[9]

### 1987 ed. CD
1. "Novus Magnificat, Part One" – 26:24[15]
2. "Novus Magnificat, Part Two" – 27:14[15]

### 2008 album digital
1. "Soul's Journey" – 6:51 ["Novus Pt. 1"<!—titlu pe pagina oficială --> – 26:34]
2. "Ascent" – 5:12
3. "Tears for Terra" – 4:26
4. "Exultate" – 6:06
5. "My Heart Doth Soar" – 3:59
6. "The Flying Bach" – 6:06 ["Novus Pt. 2" – 27:40]
7. "Trust" – 4:56
8. "Bridging Dimensions" – 3:15
9. "Through the Stargate" – 4:45
10. "Magnificat" – 3:58
11. "Cosmic Carousel" – 4:40

Două din aceste părți au fost deja numite pentru compilația best-of Light of This World din 1987. Alte patru au fost numite (unele cu titlul diferit) drept sample-uri MP3 gratuite oferite de Demby pe pagina sa oficială începând cu 2001: această listă de piese parțială avea următoarele titluri "Ascent", "Choral Climax" (acum "Exultate"), "My Heart Doth Soar", "The Flying Bach", "Certainty" (acum "Trust"), și "Stargate" (acum "Through the Stargate").

## Personal
Muzică
- Constance Demby – "viole, vioare, violoncel, fagot, harpă, pian, orgă, corn Francez, clopote, efecte electronice, timpano și coruri" emulate [7] pe sintetizatorul (Emulator II în sampling digital, Roland Juno 60), pian (Yamaha C-9 Concert Grand)

cu
- Michael Stearns – "textură și reprezentare  electronică adițională"[7] pe sintetizator (Serge Modular, Yamaha DX-7, Oberheim OB-8) și "The Beam" (instrument acustic comandat de 24 de corzi)

Tehnic
- Înregistrare: Constance Demby
- Inginerie și re-masterizare adițională a pieselor: Warren Dennis (la The Banquet Studio, Santa Rosa, CA) "care a contribuit semnificativ tehnic și muzical de-a lungul proiectului"[7]
- Mixaj: Stephen Hill, Warren Dennis (la The Banquet Studio, pe Thiel CS-3 și monitoare Spica TC-50)
- Producție: Constance Demby, Anna Turner

Grafică
- Pictură originală a coperții: Geoffrey Chandler (Visionary Publishing, Inc.)
- Conducerea artistică: Nelson & Toews Design